# Saint-Julien-de-Mailloc
Saint-Julien-de-Mailloc è un ex comune francese di 501 abitanti situato nel dipartimento del Calvados nella regione della Normandia. Dal 1º gennaio 2017 è stato accorpato ai comuni di La Chapelle-Yvon, Saint-Cyr-du-Ronceray, Saint-Pierre-de-Mailloc e Tordouet per formare il comune di Valorbiquet, del quale costituisce comune delegato.

## Società

### Evoluzione demografica
Abitanti censiti